# Paraíso travel
Paraíso travel es una película colombiana dirigida por Simón Brand; estrenada en Colombia el 18 de enero de 2008. Basada en el libro de Jorge Franco Ramos publicado en el 2001 bajo el mismo título.
Su factura técnica ha sido uno de sus mayores atractivos y ha causado gran interés en la opinión pública no solo por su notable calidad cinematográfica sino también por su historia, basada en el libro de Franco, que narra con realismo el drama de los inmigrantes que viajan ilegalmente desde Colombia hacia los Estados Unidos, buscando el sueño americano.
Su director, Simón Brand, ha sido elogiado por la soltura de su narrativa y la correcta dirección de actores.
Las interpretaciones de los desconocidos protagonistas han sido caracterizadas como «estupendas» y «valientes». Además, se ha resaltado como aciertos del filme la participación especial de la laureada actriz colombiana Margarita Rosa de Francisco (en el rol de una mujer alcohólica) y del reconocido actor John Leguizamo (quien también apoyó el proyecto como productor ejecutivo).
Asimismo. medios internacionales ponen esta producción colombiana a la altura de películas exitosas como la mexicana Amores perros y la brasileña Ciudad de Dios.
En el 2018, el Canal RCN lanzó la serie basada en el libro y en la película, la cual es protagonizada por Laura Londoño y Sebastián Eslava, bajo la dirección de Felipe Cano y Catalina Hernandez, quienes dieron a conocer que el trabajo con el elenco fue bueno porque tuvieron gran disposición al trabajo. Además de ello, en esta producción las exigencias técnicas fueron muy altas pues se utilizaron cámaras de cine alta digital y se emplearon recursos como drones y grúas para recrear no solo pueblos y ciudades de Colombia, sino varios países de Centroamérica.   
Con relación a las grabaciones, en Nueva York fueron alrededor de 20 días y contaron con el apoyo de una producción local. Asimismo, las locaciones se complementaron con aeropuertos, aviones y zonas desérticas para recrear toda una aventura.

## Argumento
La película está basada en la novela homónima de Jorge Franco, publicada en 2002. Cuenta la historia de Reina, una seductora joven de Medellín que busca desesperadamente viajar a los Estados Unidos para allí lograr el sueño estadounidense. Su novio Marlon, un joven de familia estable, quien se encuentra locamente enamorado de ella, se ve envuelto en sus maquinaciones, lo que los lleva a emprender un peligroso e ilegal viaje desde Medellín hasta la ciudad de Nueva York.
Ambos novios, llevados por este sueño de alcanzar una tierra fantástica de oportunidades, se ven envueltos en un cruel y amargo éxodo junto con un grupo de latinos que cruzan ilegalmente la frontera entre México y Estados Unidos. La historia toma un giro inesperado en el momento en que arriban a Queens y en medio de la incertidumbre y de una discusión acalorada ocurre un episodio en que Marlon pierde el rastro de Reina. De ahí en adelante la historia muestra la angustia y todas las peripecias que vive Marlon por volver a ver a su amada Reina.

## Reparto
- Aldemar Correa como Marlon cruz

- Ana de la Reguera	como Milagros Valdez.
- Angelica Blandon como Reina.
- Margarita Rosa de Francisco como Raquel.
- John Leguizamo como Roger Pena.
- Louis Arcella	como Ximeno.
- Pedro Capó como Giovanny.
- Raúl Castillo como Carlos.
- Alexander Forero como Mexican poyero.
- Gina Hernandez como Familiar de Milagros.
- Germán Jaramillo como Don Hernan.
- Christina Kalman como mesero.
- Ethen Lane como Víctor.
- Eli Massillon	como Hombre en el carro.
- Chiko Mendez como el Guitarrista de Los Simpáticos.
- Edward Steven Mesa como paciente.
- Luis Fernando Munera como Don Pastor.
- David Noreña
- Jesús Ochoa como conductor Mexicote.
- Loukas Papas como Fernando.
- Panama Redd como Hombre en el carro.
- Federico Rivera como Camilo.
- Eddie Rosado como el congero de Los Simpáticos.
- Luis Carlos Fuquen
- Vicky Rueda como La Caleña.
- Indhira Serrano como Madame Taylor.
- Ana María Sánchez como Patricia.
- Lucho Velasco
- Bob Weston como Cop.

## Secuencia de créditos
En la secuencia de créditos finales, realizada por Hush Studios, se buscó caracterizar la esencia de cada personaje.

## Taquilla y crítica
La película tuvo una taquilla total en Colombia de 888.409 espectadores. Para el mes de marzo de 2008 había alcanzado la cifra de 3 millones de dólares en taquilla solamente en Colombia. La película ha tenido una excelente crítica, tanto a nivel de expertos, como de los espectadores. Cifras de la empresa Cine Colombia señalan que el 95% de los espectadores la han calificado como buena o excelente. Así mismo, personalidades del cine, críticos, periodistas han rescatado su calidad, su producción, su excelente guion y dirección. En el portal Rotten Tomatoes que normaliza las críticas de distintos medios en un porcentaje, Paraíso Travel mantiene una aprobación de 33%, lo que le da la calificación de «rotten» (o ‘podrida’) en español.
La internacionalización de esta cinta inició con su participación en el festival de Tribeca en New York, proyectándose por primera vez en Estados Unidos el sábado 26 de abril de 2008.